# Catriona Bass
Catriona Bass (17 septembre 1961-) est une universitaire britannique spécialisée dans l'histoire de la Russie et du Tibet.

## Biographie
Elle enseigne à l'université de Hubei à Wuhan et dans les années 1980 travaille pour le ministère de l'éducation du gouvernement de la ville de Lhassa et à l'académie des sciences sociales de la région autonome du Tibet (RAT).
Elle s'est adressée au Parlement européen et aux Nations unies sur le développement de l'enseignement dans la RAT.
Au milieu des années 1980, elle travaille un an et demi au Tibet où elle a aussi enseigné.
Son ouvrage Education in Tibet : Policy and practice since 1950 (Zed Books, 1998) révèle, selon l'indépendantiste tibétain Jamyang Norbu, que le taux d'illétrisme au Tibet est alors l'un des plus élevés au monde, atteignant 70 % dans la population rurale. Elle remarque qu'à la fin des années 1980, avec la résurgence du mouvement pour l'indépendance du Tibet, l'unité ethnique est réaffirmée et les concessions faites à la langue tibétaine s'érodent en partie.
En 1999, elle rejette les annonces de la Chine selon lesquelles plus de 80 % des enfants sont scolarisés au Tibet.

## Ouvrages

### Livres
- Inside the Treasure House: A Time in Tibet, Victor Gollancz Ltd, 1990  (ISBN 0575043903 et 9780575043909)[8].

- Education in Tibet : Policy and practice since 1950, Zed Books en association avec Tibet Information Network, 1998  (ISBN 1856496740 et 9781856496742)[9],[10].

### Articles
- Learning to love the motherland: educating Tibetans in China, Journal of Moral Education, Volume 34, Issue 4, 2005.

- Tibetan primary curriculum and its role in nation building, Educational Review, Volume 60, Issue 1, 2008, Special Issue: Education of Tibetans.